# Skitgubbe
Ej att förväxla med vändtia (även kallat skitgubbe eller spansk skitgubbe).
Skitgubbe, även kallat mas, mjölis eller mjölnarmatte, är ett svenskt kortspel för tre eller fler deltagare. Spelet är ett slags sticktagningsspel som går i två faser. I den första fasen samlar spelarna på sig kort, och i den andra fasen försöker de så snabbt som möjligt bli av med korten. Den spelare som sist har kvar kort på handen har förlorat och blivit "skitgubbe".

## Historik
Föregångaren till skitgubbe är sannolikt det finska spelet myllymatti, som omnämns första gången 1808. Det finska ordet är en sammansättning av mylly, som betyder kvarn, och Matti, som är den finska formen av namnet Mats. Mjölnaren Mylly Matti är en del av finsk folklore och beskrivs av Zacharias Topelius som en godhjärtad, lättlurad karl som ofta går omkring med en säck. Det finska namnet på spelet översattes till mjölnarmatte på svenska och omnämns första gången under detta namn 1875. Mjölnarmatte förenklades snart till mjölis (känt sedan 1890) och mas (känt sedan 1905). Mas kan uppfattas både som en lat och senfärdig person och som en omformning av namnet Mats. Namnet skitgubbe för spelet är känt sedan 1953, men började inte användas i spellitteraturen förrän på 1980-talet.
De första svenska reglerna för skitgubbe publicerades i Kortoxen 1949 under namnet mas. Spelet kallas idag oftast skitgubbe eller mas. Namnet mas förekommer framför allt i de delar av landet där skitgubbe istället används som namn på vändtia. Enligt spelexperten Dan Glimne är skitgubbe idag ett av de mest utövade kortspelen i Sverige. I Finland heter spelet numera koira, som betyder hund, och i Norge spelas ett likartat spel som heter mattis.
Det är oklart hur spelets regler har utvecklats med tiden. Närbesläktade spel spelades förut i tyskspråkiga kretsar i Baltikum under namnet Müller-Matz (vilket är en direkt översättning av myllymatti till tyska) och i Ryssland under namnet melniki (vilket betyder mjölnare). Reglerna för det ryska spelet påminner mycket om en variant som beskrivs i Kortoxen och kallas mas med uppslagen trumf. Det är möjligt att detta motsvarar en ursprunglig eller tidig variant av spelet.

## Regler
Skitgubbe är ett kortspel för tre eller fler deltagare och spelas med en vanlig kortlek om femtiotvå kort utan jokrar. Det finns ett stort antal regelvarianter, och nedan redovisas några av de vanligaste. Valörerna har den vanliga rangordningen med ess högst och tvåor lägst.
Spelet går i två olika faser. I den första fasen gäller det att ta kort som ger så förmånlig utgångsställning som möjligt inför den andra fasen, där man så snabbt som möjligt skall göra sig av med korten igen. Spelet går ut på att undvika att sist bli sittande med kort på handen. Den som gör det har förlorat och blivit ”skitgubbe”. Det finns alltså ingen vinnare, bara en förlorare.

### Giv
Givaren delar ut tre kort var i riktning medsols med början hos spelaren till vänster. Korten ges normalt ett och ett. Resterande kort läggs mitt på bordet med baksidan upp och bildar talongen.

### Första fasen
I den första fasen spelas korten till stick, och vinnaren av ett stick erövrar alla korten i sticket. I vissa varianter av skitgubbe spelar bara två spelare till varje enskilt stick i denna fas, i andra varianter spelar alla spelare till varje stick. Det sistnämnda är numera förmodligen det vanligaste sättet att spela.
Färgen spelar normalt ingen roll i den första fasen, men det finns en äldre variant där man spelar med uppslagen trumf och där sticken bara kan vinnas med ett högre kort i den utspelade färgen eller trumf. Denna variant är numera sällsynt.

#### Två spelar till sticken
Spelaren till vänster om givaren spelar ut till det första sticket, och nästa spelare i riktning medsols spelar sedan också ett kort. Den som spelar högst valör vinner sticket. Färgen spelar ingen roll. Om båda spelar samma valör, kallas det för motlägg eller för att stunsa. Spelarna spelar då varsitt kort till. Om båda spelar samma valör igen, spelar de varsitt kort till och så vidare. Efter varje spelat kort drar spelaren omedelbart ett nytt kort från talongen, så att spelarna hela tiden har tre kort på handen. En spelare som inte anser sig ha bra kort på handen kan spela det översta kortet från talongen till sticket. Detta kallas för att chansa eller våga.
Sticktagningen fortsätter på motsvarande sätt som det första sticket. Bara två spelare spelar till varje stick. Vinnaren av ett stick spelar ut till nästa stick, och spelaren närmast till vänster spelar som andra (och sista) person till sticket.
Den spelare som drar det sista kortet från talongen får varken titta på detta kort eller spela kortet till ett stick, utan låter det ligga bredvid sig med baksidan upp. Spelarna fortsätter att spela med korten på handen. Om den som skall spela ut till ett stick inte har några kort kvar, går turen att spela ut vidare medsols. Samma princip gäller, om spelaren som spelar sist till sticket saknar kort. Sticktagningen fortsätter tills det inte längre finns tillräckligt många spelare med kort på handen för att kunna avsluta ett komplett stick.
Om det sista sticket inte kan avgöras för att det har skett ett motlägg och någon av spelarna inte har några kort kvar, tar spelarna tillbaka de kort de spelade till sticket och lägger till sina tagna stick. (De skriftliga källorna är otydliga med vad som gäller om ett motlägg inte kan avslutas, men tillräckligt många av spelarna har kort kvar för att spelet skall kunna gå vidare.)

#### Alla spelar till sticken
Spelaren till vänster om givaren spelar ut ett eller flera kort av samma valör till det första sticket. Övriga spelare i riktning medsols lägger sedan i tur och ordning ut ett eller flera kort med sinsemellan samma valör till sticket. Färgen spelar ingen roll. En spelare som har spelat till sticket drar upp lika många nya kort från talongen, så att alla spelarna hela tiden sitter med tre kort på handen.
Sticket vinns av den spelare som spelade kortet eller korten med högst valör. Om fler än en spelare har spelat kort av den högsta valören, spelar dessa spelare till sticket en gång till med samma inbördes turordning som tidigare. Den av dem som då spelar högst valör vinner. Om sticket fortfarande inte är avgjort, fortsätter de spelare som spelade högst valör andra gången att spela till sticket ännu en gång, och så vidare om det händer igen. Spelarna fyller hela tiden på sina händer från talongen så att de sitter med tre kort. Att spela ett kort av samma valör som redan har spelats till sticket så att man går upp i delad ledning kallas för att göra ett motlägg.
När sticket inklusive eventuella motlägg är avgjort och spelarna har fyllt på sina händer till tre kort, får de spelare som så önskar lägga ytterligare kort på stickhögen av valörer som redan finns där. Detta kallas för att slänga på kort och påverkar inte vem som vinner sticket. Spelarna drar sedan lika många nya kort från talongen så att handen återställs till tre kort. Det är tillåtet för en spelare att slänga på kort av fler än en valör, men efter det att spelaren har dragit nya kort från talongen för att ersätta dem som har slängts på får inga ytterligare kort slängas på.
Variant:  Spelarna får bara slänga på kort av samma valör som de själva spelade. Detta får göras när som helst efter det att spelaren har spelat till sticket. En spelare som drar fler kort av samma valör som hen har spelat eller slängt på får slänga på även dessa kort och dra nya från talongen, och så vidare om det händer igen. Om det blir ett motlägg, får de spelare som spelar på nytt till sticket slänga på fler kort av den valör som de spelar på nytt. Dock får de inte slänga på fler kort av den valör som de spelade tidigare.
Variant:  Det är tillåtet för vem som helst av spelarna att när som helst efter det första utspelet och innan sticket har vänts bort slänga på kort. Korten läggs överst i stickhögen och påverkar inte vem som vinner sticket. En spelare som slänger på kort måste hela tiden dra lika många nya kort ur talongen. Korten får slängas på även efter det att man har börjat göra upp om segern i sticket efter ett motlägg, och det är tillåtet att slänga på ytterligare kort sedan man redan slängt på kort och dragit nya kort från talongen. En spelare som står på tur att spela till sticket och samtidigt slänger på kort bör förstås förtydliga vilka kort som spelas och vilka som slängs på. 
Valfri regel:  Om två eller flera spelare spelar kort av samma valör till sticket, sticker dessa kort alla kort av valörer som bara har spelats av en spelare. En spelare gör således ett motlägg, även om korten av samma valör är lägre än den dittills högsta valören i sticket. Om det görs motlägg i flera valörer, så sticker motlägget i högst valör övriga motlägg. De spelare som delar ledningen i sticket gör upp på vanligt sätt genom att åter spela till sticket. Även när man gör upp gäller att det högsta motlägget sticker alla övriga kort. När man spelar med den här valfria regeln, används lämpligen också varianten ovan att spelarna bara får slänga på kort av den valör som de själva spelade.
Valfri regel:  En spelare som kan göra ett motlägg måste göra det. Om man spelar som vanligt – det vill säga utan den valfria regeln ovan – innebär det att en spelare som har ett eller flera kort av den dittills högsta valören i sticket måste spela något eller några av dessa kort. Om man spelar med den valfria regeln ovan, gäller följande: En spelare som kan spela ett eller flera kort av en valör som redan tidigare har spelats till sticket måste göra det, såvida det inte redan har gjorts ett motlägg i en annan, högre valör. I sådant fall kan spelaren inte nå oavgjort läge och får spela vilket kort som helst. En spelare som kan göra motlägg i flera olika valörer måste göra motlägg i den högsta.
En spelare som inte anser sig ha bra kort på handen kan spela det översta kortet från talongen till sticket. Detta kallas för att chansa eller våga.
Vinnaren av ett stick spelar ut till nästa. 
Den spelare som drar det sista kortet från talongen får varken titta på detta kort eller spela kortet till ett stick, utan låter det ligga bredvid sig med baksidan upp. Spelarna fortsätter att spela med de kort de har på handen, tills någon spelare som står på tur att spela till ett stick inte har något kort kvar. Om det sista sticket vid detta tillfälle inte är avslutat, tar alla spelarna tillbaka de kort som de spelade till sticket.
Variant:  När en spelare har tagit det understa kortet från talongen, spelas det pågående sticket om möjligt färdigt och första fasen är sedan avslutad. Om det sista sticket inte kan avslutas, tar alla spelarna tillbaka de kort som de spelade till sticket.

#### Spel med uppslagen trumf
När alla spelarna har fått tre kort, vänds nästa kort upp och anger trumf. Övriga kort bildar talongen. Det uppslagna kortet skjuts in under talongen.
Bara två spelare spelar till varje enskilt stick: den som spelar ut och spelaren till vänster om denne. Spelaren till vänster om givaren spelar ut till första sticket. Den som spelar ut spelar ett valfritt kort. Om spelaren som spelar sist väljer att spela ett kort, måste hen om möjligt följa färg (det vill säga spela ett kort i den utspelade färgen). Om spelaren inte kan följa färg, får hen spela trumf. Det är aldrig tillåtet att saka, det vill säga spela ett kort i en annan färg än den utspelade färgen eller trumf. Det är heller inte möjligt att stunsa. Om spelaren inte kan eller vill spela ett kort till sticket, måste hen plocka det utspelade kortet.
Spelarna kan i denna variant sitta med fler än tre kort på handen. Om en spelare bara har två kort kvar efter att ha spelat ett kort, drar spelaren ett nytt kort ur talongen. Om spelaren har minst tre kort kvar, fylls handen däremot inte på.
Om en spelare har tre trumf på handen, får spelaren lägga dem till sina tagna stick och istället dra tre nya kort ur talongen. En spelare som har trumftvåan på handen får röva uppslagskortet, det vill säga ta upp kortet under talongen på handen och istället skjuta in tvåan under talongen.
Om den som spelar sist till sticket plockar, görs nästa utspel av spelaren till vänster om den som plockade. I annat fall spelar vinnaren ut till nästa stick. Ett stick vinns av den som spelade det högsta trumfkortet, eller – om ingen trumf spelades – av den som spelade det högsta kortet i den utspelade färgen.
När någon spelare har tagit upp det understa kortet som anger trumf, spelas det pågående sticket färdigt. Den första fasen är sedan slut. Notera att det understa kortet i detta läge oftast är trumftvåan, som har bytts ut mot det ursprungliga uppslagskortet under spelets gång.
Melniki: Det ryska spelet melniki spelades som mas med uppslagen trumf, dock med den skillnaden att en spelare som kunde följa färg inte fick plocka utan måste spela ett kort. En spelare som inte kunde följa färg men hade trumf fick dock precis som i mas med uppslagen trumf själv välja om hen ville plocka eller trumfa. Reglerna att en spelare med tre trumf får dra nya kort och att spelaren som har trumftvåan får röva uppslagskortet finns inte omnämnda i den ryska källan.

### Mellan faserna
När den första fasen är slut, vänder den spelare som drog det sista kortet från talongen upp kortet så att bildsidan blir synlig. Färgen på kortet anger trumf i den andra fasen av spelet.
Spelarna tar upp alla de kort som de har vunnit i stick och kombinerar med de kort som eventuellt återstår på handen eller har tagits tillbaka från det sista sticket. Den spelare som sitter med det sista kortet från talongen plockar också upp detta kort.
Valfri regel:  Om en eller flera spelare efter detta har färre än fem kort på handen, får dessa spelare dela på alla så kallade skitkort, det vill säga alla lankor från två till fem. I förekommande fall sorterar alla spelarna – även de som skall få skiten – ut alla tvåor, treor, fyror och femmor från sina händer. Notera att även lankorna i trumf skall sorteras ut. Skitkorten blandas av någon av de övriga spelarna och delas ut ett och ett till de berörda spelarna. Variant:  Det minsta antalet kort som krävs för att undvika skitkorten kan även vara sex, sju eller tio.
Variant:  Spelare som har för få kort får skitkorten enligt den valfria regeln ovan, men det minsta antalet kort som krävs för att undvika detta anges av valören på det kort som bestämmer trumf. Valören på ess räknades i detta sammanhang som fjorton, kung som tretton, dam som tolv och knekt som elva.

### Andra fasen
Den spelare som drog det sista kortet från talongen gör det första utspelet i den andra fasen. En spelare som spelar ut till ett stick i den andra fasen får lägga valfritt kort eller valfri sekvens från den egna handen. En sekvens är en obruten följd av kort i en färg, till exempel hjärter nio, tio och knekt.
Turen att spela till sticket går vidare medsols. En spelare som spelar till stickhögen måste antingen spela ett kort eller en sekvens i samma färg och av högre valör än det översta kortet eller spela ett kort eller en sekvens i trumf. Om trumf ligger överst i stickhögen, återstår förstås bara alternativet att trumfa över.  Att spela ut eller att spela på till ett stick kallas för att göra en läggning.
Om en spelare inte kan eller vill spela kort till ett stick, måste hen ta upp det översta kortet ur stickhögen och alla kort i sekvens från detta kort. Notera att detta gäller även om sekvensen har spelats i flera läggningar. Om A till exempel spelar ut klöver tre, B spelar klöver sex och sju, C spelar klöver åtta, nio och tio och D inte kan gå över, måste D således ta upp hela sekvensen från sex till tio (dock inte trean, eftersom den inte sitter i en obruten följd med de andra korten). Att ta upp kort brukar kallas för att plocka eller supa.
Variant:  En spelare som plockar måste ta upp den understa sekvensen i stickhögen.
Variant:  En spelare som plockar skall inte ta den översta (eller understa, om man spelar med den varianten) sekvensen i stickhögen, utan den översta (understa) läggningen. I exemplet ovan skall D bara ta upp klöver åtta, nio och tio (förutsatt att det är den översta läggningen som skall plockas).
Variant:  Det är inte tillåtet att spela sekvenser. Spelarna får bara spela ett kort vid varje enskilt tillfälle. När man spelar med denna variant, skall en spelare som plockar alltid bara ta det översta (eller understa) kortet.
Om någon plockar, går turen att spela till sticket vidare medsols. Den spelare som står på tur måste på samma sätt som tidigare antingen gå över det översta kortet i stickhögen eller plocka. Om denna spelare också plockar, måste hen ta det översta kortet och alla kort i sekvens från det och turen att spela till sticket går vidare medsols. Om en spelare väljer att plocka det eller de sista korten i stickhögen, gör nästa spelare medsols utspel till ett nytt stick.
Ett stick är komplett när det finns kort från lika många läggningar i stickhögen som det fanns aktiva spelare kvar när utspelet till sticket gjordes. Att spela sist till ett stick och därmed avsluta det kallas för att göra avstick. Antag till exempel att fyra personer fortfarande har kort kvar på handen. A spelar ut, B och C går båda över, och D väljer att plocka. Antag vidare att korten från B och C utgör en sammanhängande sekvens. D måste då plocka både B:s och C:s kort, och endast korten från A:s utspel återstår i stickhögen. A står åter på tur och måste gå över korten i sitt eget utspel. Om sedan B och C båda går över, finns det kort från fyra läggningar i sticket: A:s utspel, A:s andra spel till sticket samt B:s och C:s andra spel till sticket. Sticket är således komplett. Den spelare som gör avsticket lägger bort korten från stickhögen med baksidan upp i en separat hög och spelar ut till nästa stick. De bortlagda korten är inte längre med i spelet.
En spelare som inte längre har några kort kvar har gått ut och riskerar inte längre att bli skitgubbe. Om en spelare går ut samtidigt som hen gör avstick, görs nästa utspel av den närmaste spelaren i riktning medsols. Så fort den näst sista kvarvarande spelaren har gjort sig av med sitt sista kort är spelet över, och den kvarvarande spelaren har blivit skitgubbe.